# Ozola elongaria
Ozola elongaria är en fjärilsart som beskrevs av Pieter Cornelius Tobias Snellen 1881. Ozola elongaria ingår i släktet Ozola och familjen mätare. Inga underarter finns listade i Catalogue of Life.